# Häggums socken
Häggums socken i Västergötland ingick i Valle härad, ingår sedan 1971 i Skövde kommun och motsvarar från 2016 Häggums distrikt.
Socknens areal är 20,71 kvadratkilometer varav 20,69 land. År 2000 fanns här 220 invånare. Kyrkbyn Häggum med sockenkyrkan Häggums kyrka ligger i socknen.

## Administrativ historik
Socknen har medeltida ursprung. 
Vid kommunreformen 1862 övergick socknens ansvar för de kyrkliga frågorna till Häggums församling och för de borgerliga frågorna bildades Häggums landskommun. Landskommunen uppgick 1952 i Skultorps landskommun som 1971 uppgick i Skövde kommun. Församlingen uppgick 2010 i Skultorps församling.
.
1 januari 2016 inrättades distriktet Häggum, med samma omfattning som församlingen hade 1999/2000.  
Socknen har tillhört län, fögderier, tingslag och domsagor enligt vad som beskrivs i artikeln Valle härad. De indelta soldaterna tillhörde Skaraborgs regemente, Höjentorps kompani och Västgöta regemente, Gudhems kompani.

## Geografi
Häggums socken ligger sydväst om Skövde sydost om och på sydsluttningen av Billingen. Socknen är slättbygd nedanför Billingen.

## Fornlämningar
Från järnåldern finns gravfält, stensättningar och domarringar.

## Namnet
Namnet skrevs 1320 Hegeem och kommer från kyrkbyn. Efterleden är hem, 'boplats; gård'. Förleden innehåller hägg eller möjligen hage då i betydelsen 'hägnad, stängsel'.
Förr skrevs namnet även Häggenäs socken.